# Crumb (documental)
Crumb es un documental de 1994 sobre el artista del cómic underground Robert Crumb y su familia. Dirigido por Terry Zwigoff y producido por Lynn O'Donnell y David Lynch, el documental fue muy elogiado, recibiendo además el gran premio del jurado y el premio a la mejor fotografía en el Festival de Cine de Sundance. Fue lanzado en Estados Unidos el 28 de abril de 1995, habiéndose proyectado en festivales de cine el año previo.
Crumb es una película sobre las experiencias y personajes de la familia Crumb, particularmente los hermanos de Crumb, Maxon y Charles, su esposa y sus hijos (sus hermanas se rehusaron a ser entrevistadas). Aunque Zwigoff tenía el consentimiento de los hermanos Crumb, algunos cuestionaron la capacidad del hermano más trastornado de proveer ese consentimiento.
Al principio Robert Crumb no quería hacer la película, pero finalmente se puso de acuerdo. Hubo un rumor, creado accidentalmente por el crítico Roger Ebert, que Terry Zwigoff hizo cooperar a Crumb amenazando con dispararse. Ebert lo esclareció en los comentarios de una posterior reedición de la película de Criterion Collection. Ebert dice que "podría ser verdad que la vida de Zwigoff fue salvada, porque sí hizo la película".
Durante los nueve años que llevó hacer el documental, Zwigoff dijo que "recibía un promedio de 200 dólares al mes de ingresos y vivía con un dolor de espalda tan intenso que pasé tres años con un arma cargada en la almohada al lado de mi cama, tratando de tener el valor de matarme".
A pesar de las buenas críticas, Crumb no fue nominada al Oscar al mejor documental largo (el comité de denominaciones informó haber dejado de ver la película después de solo veinte minutos transcurridos). La indiferencia hacia Crumb por parte de los Oscar, junto con la también elogiada de ese año Hoop Dreams, causó un furor en los medios que forzó a la Academia de Artes y Ciencias Cinematográficas a reformar su proceso de nominación de documentales. Zwigoff comentó en una entrevista: "Lo de los premios de la Academia tuvo mucho más que ver con el hecho de que en ese momento, un montón de miembros que votaban los documentales eran distribuidores de documentales. Las reglas han cambiado desde entonces. Pero votaban a las películas que ellos distribuían porque era su interés financiero". Y continuó: "Yo solo supuse que les disgustó la película".

## Recepción de la crítica
El crítico Gene Siskel nombró a Crumb como la mejor película del año, al igual que Jeffrey M. Anderson del San Francisco Examiner. Anderson más tarde colocaría a la película en la lista de las diez mejores películas de todos los tiempos, llamándola "el mejor documental jamás realizado".
En 2008, Entertainment Weekly colocó a Crumb en el puesto número 14 de las mejores películas de los últimos 25 años.